# Dolgenkoïe
Dolgenkoïe, Dolguenkoïé (russe : Долгенькое) ou Dovgenke (ukrainien : Довгеньке; en anglais : Dovhenke) est un village situé dans le raïon d'Izioum, à l'est de l'Ukraine, dans l'oblast de Kharkiv. Il compte 20 habitants au recensement de 2024.

## Géographie
Le village se trouve à 10 km de la rivière Donets au sud d'Izioum (26 km) et de Kamenka et au nord-ouest de Kramatorsk. Il est entouré de petits bois de chênes.

## Histoire
Le village après la révolution d'Octobre entre dans une période de turbulences. Du 29 avril au 14 décembre 1918, il est annexé par l'hetmanat ukrainien, puis se trouve en Russie soviétique. Le 22 décembre 1922, il fait partie des territoires donnés à la république socialiste soviétique d'Ukraine au sein de l'URSS.
Le village est occupé par l'armée allemande à la fin de l'été 1941 et libéré par l'Armée rouge le 22 janvier 1942 dans le cadre de l'opération Barvenkovo-Lozovaïa de la 57e armée du front du Sud. Cependant, le village est repris par les Allemands en mai 1942 et reconquis à nouveau en 1943.
La zone est le théâtre de la bataille de Dovhenke, en mai 2022, dans le cadre de l'invasion de l'Ukraine par la Russie.